# کریس نیکول
کریس نیکول (انگلیسی: Chris Nicholl؛ ۱۲ اکتبر ۱۹۴۶ – ۲۴ فوریهٔ ۲۰۲۴) بازیکن و مربی فوتبال اهل ایرلند شمالی بود.
از باشگاه‌هایی که در آن بازی کرده‌است می‌توان به باشگاه فوتبال استون ویلا، باشگاه فوتبال لوتون تاون، باشگاه فوتبال گریمزبی تاون، باشگاه فوتبال ساوت‌همپتون، باشگاه فوتبال برنلی، باشگاه فوتبال ویتون آلبیون، و باشگاه فوتبال هالیفاکس تاون اشاره کرد.
وی همچنین در تیم ملی فوتبال ایرلند شمالی بازی کرده‌است.

## مرگ
نیکول در ۲۴ فوریه ۲۰۲۴ در سن ۷۷ سالگی درگذشت